# آبدزدک دریایی
آبدزدک دریایی (یا همان زیرشاخهٔ جانوری دُم‌طنابداران: Urochordata) جانورانی دریازی کوچک با پوششی سیلیسی هستند. بدن این جانور دارای یک کیسه و دو لوله برای ورود و خروج آب می‌باشد که تصفیه آب در داخل کیسه آن صورت می‌گیرد

## نگارخانه

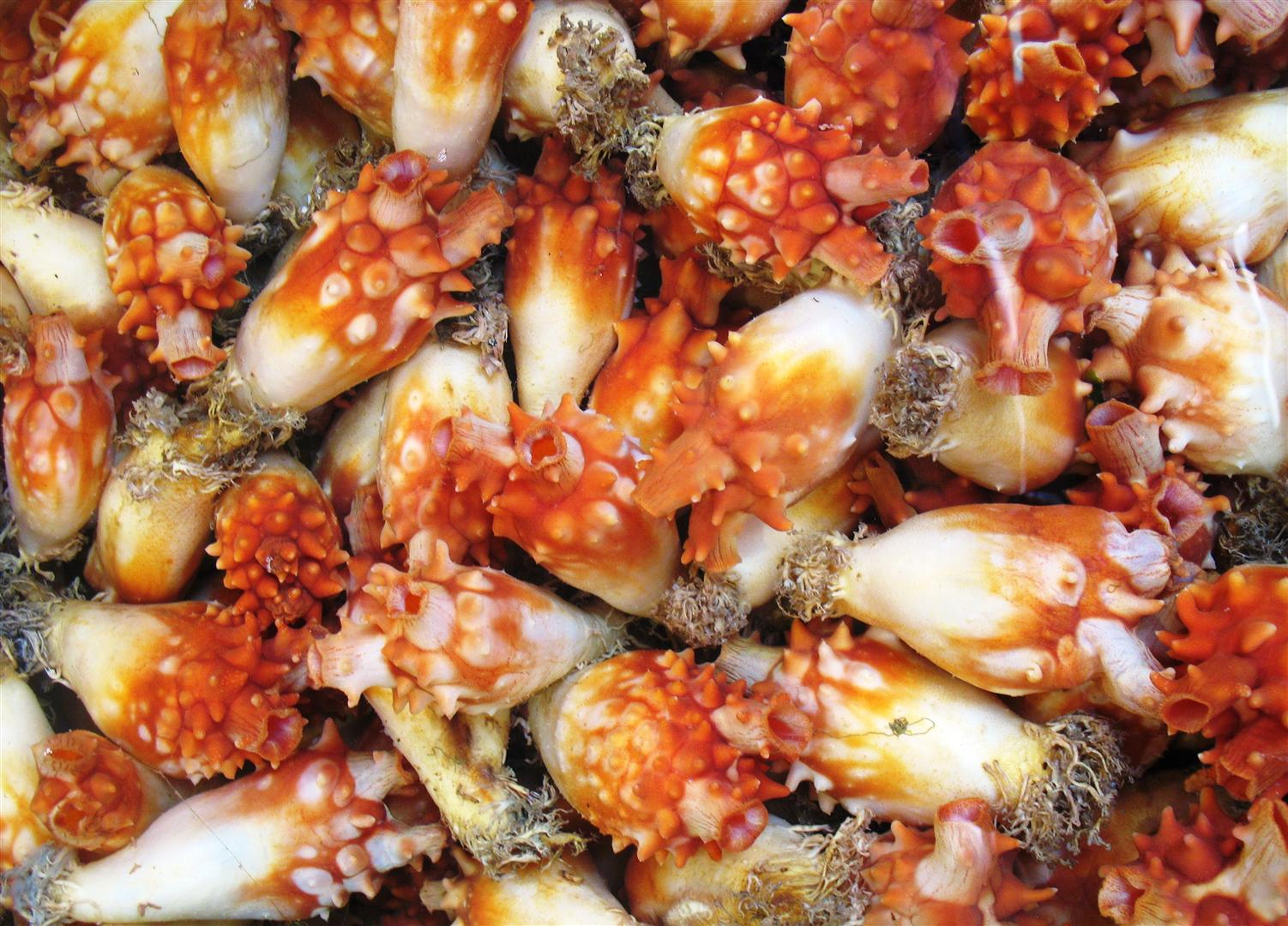